# Col de Moissière
Le col de Moissière est un col des Alpes du Sud, situé dans le département des Hautes-Alpes sur la commune d'Ancelle, en France, à 1 571 mètres d'altitude.
C'est un passage routier entre le Gapençais et le haut Champsaur.
Il est emprunté par la route départementale 213.

## Cyclisme
Le Critérium du Dauphiné a emprunté le col une seule fois, en 2016, lors de la dernière étape entre Le Pont-de-Claix et SuperDévoluy. Il était classé en première catégorie. C'est l'Anglais Steve Cummings qui est passé en tête au sommet.